# Somalia na Mistrzostwach Świata w Lekkoatletyce 2023
Somalia na Mistrzostwach Świata w Lekkoatletyce 2023 – reprezentacja Somalii podczas mistrzostw świata w Budapeszcie liczyła jednego zawodnika.

## Skład reprezentacji

### Mężczyźni
| Zawodnik               | Konkurencja | Finał | Finał   | Źródło |
| Zawodnik               | Konkurencja | Wynik | Pozycja | Źródło |
| ---------------------- | ----------- | ----- | ------- | ------ |
| Khadar Basheer Youssuf | maraton     | DNF   | DNF     | [ 1 ]  |